# Ван Хуей
Ван Хуей (王翬, 1632 — 1717) — китайський художник часів династії Цін, член «співдружності чотирьох Ванів».

## Життєпис
Народився у 1632 році у провінції Цзянсу. Походив з родини живописців. Спочатку навчався у батька Ван Юньіна, згодом у відомого художника Ван Ши-міна. Після відновлення маньжурами Академії живопису він по протекції свого вчителя увійшов у її штат. Після цього більшу частину життя працював тут, виконуючи замовлення імператорів та знаті. Помер у 1717 році.

## Творчість
Картини Ван Хуея (відомо близько 200 робіт) різноманітні за форматом, композиційним схемам і стилістиці. Серед них є і так звані панорамно—монументальні пейзажі, що викликають у пам'яті сувої відомих майстрів X—XI ст. Фань Куана, Лі Чена і Го Сі, наприклад, «Цин чжан яо лин ту», «Зелені піки й червоно—нефритовий ліс», 108,4 х54, 3 см, папір, туш, фарби. Шанхайський художній музей.
Ван Хуей писав камерні композиції, витримані в стилі юаньского пейзажиста Ні Цзаня — альбомний аркуш з річковим пейзажем, 39х53 см, папір, туш. Музей Гіме, Париж. Особистість художника проявляється в нюансах, цілком достатніх для затвердження його творчої індивідуальності, очевидною в несподіваному поєднанні елементів умовно—архаїзованого пейзажу (типових для академічного живопису X—XI ст. Складчастих гір і скель химерних силуетів), і сучасних художнику реалій. До останніх належить зображення гавані з європейськими кораблями в горизонтальному сувої, що отримав назву «Літній пейзаж» (шовк, туш, фарби. Державний Ермітаж, м.Санкт-Петербург).
Ван Хуей працював у побутовому жанрі, традиційно обозначаемом як жень-у (人物, «живопис фігур»), ставши для Цінської академічної школи засновником традиції панорамних творів, присвячених парадній стороні придворного життя маньчжурського часу. Приклад тому — горизонтальний сувій «Кансі нань сюнь ту» («Інспекторська поїздка [імператора] Кансі на південь», 88,1 х36, 5 см, шовк, туш, фарби), створений Ван Хуеєм у співавторстві з кількома іншими художниками-академістами.